# Phyllodactylus pumilus
Phyllodactylus pumilus — вид геконоподібних ящірок родини Phyllodactylidae. Ендемік Еквадору.

## Поширення і екологія
Phyllodactylus pumilus поширені в провінції Манабі на заході Еквадору, на захід від гір Кордильєра-де-Бальзар. Вони живуть в прибережних напівпустелях, порослих невисокими чагарниками, серед скельних виступів. Зустрічаються на висоті до 200 м над рівнем моря.